# Puerto de Marbella

Contraseña marítima de la provincia marítima de Málaga a la que pertenece.

El puerto de Marbella, también conocido como Marina La Bajadilla, es un puerto deportivo y pesquero situado en la Costa del Sol, en el municipio de Marbella, (provincia de Málaga, Andalucía, España).
Es gestionado por la Agencia Pública de Puertos de Andalucía, de la Junta de Andalucía.

## Características
- Latitud: 36º30' N
- Longitud: 4º 52' W
- Bocana: 4 m
- Puestos de amarre: 266